# Hendrik Hubert Henssen
Hendrik Hubert Henssen  (Noorbeek, 28 maart 1860 - Gulpen, 18 november 1943)  was een Nederlands bestuurder. In die hoedanigheid is hij burgemeester geweest van de voormalige gemeente Noorbeek.